# Samuel Czambel
Samuel Czambel (24. srpna 1856, Slovenská Ľupča – 18. prosince 1909, Csillaghegy – dnes součást Budapešti) byl slovenský jazykovědec a překladatel. Působil také pod pseudonymy: Ján Vlkolinský, J. I. Tatranovič, Herman Poliaček, Anna Technovská, Ján Stranský, Nikita Matejevič, Ján Ferienčík.

## Život
Studoval na gymnáziích v Banské Štiavnici, Rimavské Sobotě a Kežmarku. V roce 1876 začal studovat právo v Budapešti, odkud o rok později přešel na filozofickou fakultu studovat slavistiku. V tomto studiu pokračoval na univerzitě ve Vídni u profesora Franja Miklošiče a v Praze u profesora Martina Hattaly. Od roku 1879 působil na překladatelském oddělení předsednictva vlády v Budapešti, kde překládal zákony do slovenštiny. V letech 1887–1896 pracoval jako redaktor vládních Slovenských novin. Roku 1899 se stal tajemníkem na ministerstvu. Od roku 1906 pracoval na ministerstvu vnitra jako vedoucí překladatelského střediska. Je pochován na Národním hřbitově v Martině.

## Tvorba

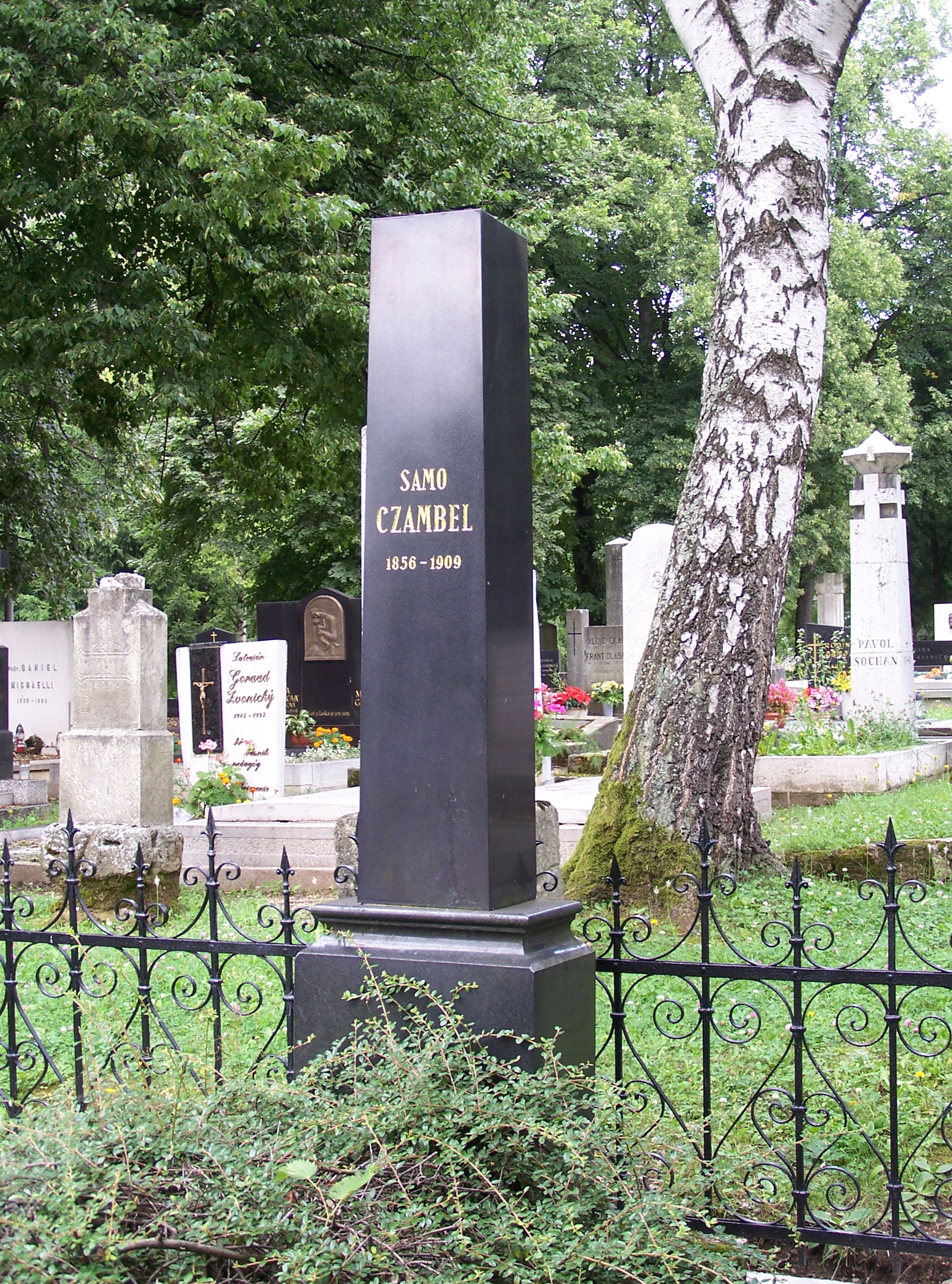
Hrob Samuela Czambela na Národním hřbitově v Martině

Vědeckým bádáním v oblasti jazykovědy se přičinil o ustálení pravopisné normy spisovné slovenštiny. Mezi jeho základní jazykovědná díla patří Príspevky k dejinám jazyka slovenského (1887), Slovenský pravopis (1890), K reči o slovenskom pravopise (1891) a především kodifikační Rukoväť spisovnej reči slovenskej (1902), která byla založena na středoslovenském nářečí a korigovala nedůslednost hodžovsko-hattalovské kodifikace. Třetí vydání jeho Rukoväti - redigované a upravené na základě tzv. martinského úzu Jozefem Škultétym po autorově smrti (vyšlo 1919) – se stalo základem současné spisovné slovenštiny a do vydání Pravidiel slovenského pravopisu roku 1931 bylo de facto normou spisovného jazyka.
Byl autorem teorie o jihoslovanském původu Slováků a slovenštiny, kterou publikoval v díle Slováci a ich reč (1903). V publikaci Slovenská reč a jej miesto v rodine slovanských jazykov (1906) chtěl přezkoumat jazykový materiál z celého Slovenska. Stačil však zpracovat pouze část o východoslovenských nářečích.
Mimo jiné psal také básně (Z cestovného denníka, 1922), besednice, humoresky a národně-politickou publicistiku. Sbíral materiály v nářečí. Především pak lidovou prózu a pohádky, které vyšly po jeho smrti ve vícero edicích.

## Díla
- A tót hangtan (Budapešť, 1880)
- Príspevky k dejinám jazyka slovenského (Budapešť 1887)
- Slovenský pravopis (1890)
- K reči o slovenskom pravopise (1891)
- Potreba nového slovníka slovenského a maďarského (Budapešť 1891)
- Rukoväť spisovnej reči slovenskej (Turč. Sv. Martin 1902, pod Škultétym 2. vyd. 1915, 3. vyd. 1919)
- A tótok elcsehesítése, vagy eloroszítása (Felvidéki Híradó Túróczszentmárton 1902, 2. sz)
- A cseh-tót invázió (Felvidéki Híradó Túróczszentmárton 1902, 47. sz)
- A cseh-tót nemzetegység múltja, jelene és jóvője (Turč. Sv. Martin 1902) česky: Minulost, přítomnost a budoucnost československé národní jednoty (přeložil Ed. Guller 1904)
- Slováci a ich reč (Budapešť 1903)
- Slovenská reč a jej miesto v rodine slovanských jazykov (1906)